# Vorläufigkeit (Steuerrecht)
Als Vorläufigkeit beziehungsweise vorläufige Steuerfestsetzung im Sinne von § 165 der Abgabenordnung bezeichnet man eine Steuerfestsetzung, bei der ungewiss ist, ob und inwieweit die Voraussetzung für die Entstehung der Steuerschuld eingetreten ist. Aus diesem Grunde lässt die Vorläufigkeit trotz Ungewissheit über die Entstehung der Steuerschuld eine Festsetzung zu, da andernfalls sowohl für den Staat als auch den Steuerpflichtigen eine Nichtfestsetzung nachteilig wäre.

## Allgemeines
Die Vorläufigkeit bezieht sich auf Fälle rechtlicher oder tatsächlicher Ungewissheit. Dabei darf sich die Ungewissheit jedoch nur auf die Entstehung des Steueranspruchs beziehen, nicht jedoch auf deren steuerrechtliche Beurteilung, d. h. es müssen Tatsachen wie beispielsweise Lebenssachverhalte mit steuerlichen Folgen ungewiss sein, nicht jedoch deren Rechtsfragen.
Beispiel:
Das Finanzgericht Niedersachsen hat dem Bundesverfassungsgericht im Rahmen der konkreten Normenkontrolle den Solidaritätszuschlag zur Prüfung vorgelegt. Vom Bundesfinanzministerium ist daher die Anweisung ergangen, den Solidaritätszuschlag für Veranlagungszeiträume ab 2005 nur noch vorläufig festzusetzen. Somit erfolgt die Festsetzung vorläufig gemäß § 165 Abs. 1 S. 2 Nr. 3 AO, da ungewiss ist, ob und inwieweit die Voraussetzung für die Entstehung der Steuerschuld eingetreten ist. Im vorliegenden Fall ist unklar, ob das Solidaritätszuschlagsgesetz mit höherrangigem Recht (Grundgesetz) vereinbar ist.
Beispiel:
Ein Unternehmer verkauft im Internet E-Books. Zwischen dem Finanzamt und dem Unternehmer ist strittig, ob die erzielten Umsätze dem Regelsteuersatz gem. § 12 Abs. 1 UStG unterliegen oder der ermäßigte Steuersatz Anwendung findet, da Bücher als Kulturgüter dem ermäßigten Steuersatz von 7 % unterliegen. Die Voraussetzungen für die Entstehung der Steuer sind nicht ungewiss, da der Steueranspruch zweifelsfrei entstanden ist (§ 38 AO, § 1 und § 13 UStG). Fraglich ist lediglich die Beurteilung des Sachverhalts und damit einhergehend die Höhe des Steueranspruchs. Folglich kann hier keine vorläufige Steuerfestsetzung durchgeführt werden.
Als Fälle tatsächlicher Natur kommen für die Vorläufigkeit beispielsweise in Betracht:
- Gewinnerzielungsabsicht (Liebhaberei)
- anschaffungsnaher Aufwand
- betriebsgewöhnliche Nutzungsdauer eines Wirtschaftsguts
- Wert eines Grundstücks

Fälle rechtlicher Natur sind beispielsweise:
- ungeklärte Eigentumsverhältnisse
- Umfang und Höhe eines Nachlasses (ob bspw. eine Gesamtrechtsnachfolge überhaupt eingetreten ist)
- Art und Umfang bzw. Vorliegen einer Mitunternehmerschaft

Die Vorläufigkeit führt dazu, dass die materielle Bestandskraft insoweit nicht eintritt, als der Steuerbescheid gemäß § 165 AO für vorläufig erklärt wurde, da dieser gemäß § 165 Abs. 2 AO jederzeit aufgehoben oder geändert werden kann. Jedoch wird auch ein vorläufiger Steuerbescheid formell bestandskräftig, mit der Folge, dass ein Einspruch gegen einen vorläufigen Steuerbescheid nach Ablauf der Einspruchsfrist als unzulässig zu verwerfen wäre (§ 358 S. 2 AO).

## Erforderlichkeit der Vorläufigkeit
Eine vorläufige Steuerfestsetzung kann in folgenden Fällen erforderlich sein:
- Ungewissheit über den (Lebens-)Sachverhalt (Grundfall des § 165 Abs. 1 S. 1 AO)
- Ungewissheit betreffend Verträge mit anderen Staaten (sog. Doppelbesteuerungsabkommen)
- soweit ein Steuergesetz mit dem Grundgesetz unvereinbar ist
- soweit der Gesetzgeber vom Bundesverfassungsgericht zu einer Neuregelung eines Steuergesetz verpflichtet wurde
- wegen möglicher Unvereinbarkeit mit höherrangigen Recht (z. B. Verstoß gegen EU-Recht)
- soweit der Bundesfinanzhof die Auslegung eines Steuergesetzes zum Gegenstand eines Verfahrens hat

## Verfahren
Der Anwendungsbereich des § 165 AO ist auf Steuerfestsetzungen und Verwaltungsakte, auf denen die Vorschriften über die Steuerfestsetzung Anwendung finden (sog. gleichgestellte Bescheide – z. B. Feststellungsbescheid), beschränkt.
Eine vorläufige Steuerfestsetzung wird als Nebenbestimmung im Sinne von § 120 AO im Steuerbescheid von der Finanzbehörde angeordnet. Sie ist zudem eine Ermessensentscheidung im Sinne von § 5 AO, d. h. es steht zunächst in pflichtgemäßen Ermessen der Finanzbehörde eine Steuerfestsetzung als vorläufig zu kennzeichnen. Aus Gründen der Gleichbehandlung kann es jedoch zu einer Ermessensreduktion auf Null kommen, da der in Art. 3 Grundgesetzes und einfachgesetzlich in § 85 AO niedergelegte Grundsatz der Gleichmäßigkeit der Besteuerung einen Anspruch des Steuerpflichtigen auf eine vorläufige Steuerfestsetzung begründen kann.
Der als vorläufige Steuerfestsetzung ergangene Steuerbescheid muss einen ausdrücklichen Hinweis auf die Vorläufigkeit und deren Umfang enthalten, da andernfalls die Steuerfestsetzung endgültig ergeht. Fehlt es am Umfang der Vorläufigkeit so ist die Nebenbestimmung mangels inhaltlicher hinreichender Bestimmtheit im Sinne von § 119 Abs. 1 AO nach herrschender Meinung nichtig mit der Folge der Endgültigkeit des Steuerbescheides. Fehlt jedoch lediglich der Grund der Vorläufigkeit und ist hingegen der Umfang angegeben, so ergeht ein rechtswidriger Steuerbescheid, der jedoch vorläufig ist. Die fehlende Begründung im Sinne von § 121 AO kann gemäß § 126 Abs. 1 Nr. 2 AO spätestens bis zum finanzgerichtlichen Verfahren nachgeholt werden, was die Heilung des rechtswidrigen Verwaltungsakt zur Folge hätte.
Eine vorläufige Steuerfestsetzung unterliegt gemäß § 171 Abs. 8 AO der Ablaufhemmung, d. h. die Festsetzungsverjährung tritt betreffend den vorläufigen Teil der Steuerfestsetzung zunächst nicht ein, mit der Folge, dass dieser gem. § 165 AO weiterhin geändert bzw. aufgehoben werden kann. Erst ein Jahr nach positiver Kenntnis der Finanzbehörde über die Beseitigung der Ungewissheit tritt bezüglich des vorläufigen Teils der Steuerfestsetzung auch Festsetzungsverjährung ein, so dass ab diesem Zeitpunkt auch dieser Teil nicht mehr geändert werden kann und endgültig wird (Eintritt der Verjährung). Für den Beginn der einjährigen Frist bis zur Verjährung ist jedoch nicht das Ende der Ungewissheit entscheidend, sondern vielmehr der Zeitpunkt der Kenntnisnahme durch die Finanzbehörde (sog. positive Kenntnis). Innerhalb dieses einjährigen Zeitraums hat die Finanzbehörde die Möglichkeit (bzw. Pflicht) den Steuerbescheid soweit erforderlich zu ändern bzw. die Vorläufigkeit aufzuheben.
Nach dem Gesetzeswortlaut geht § 165 AO von einer Erledigung von Amts wegen aus. Dennoch ist es dem Steuerpflichtigen unbenommen, einen Antrag auf Änderung zu stellen, soweit die Finanzbehörde nicht von sich aus tätig wird. Eine stillschweigende Erledigung der Vorläufigkeit ist nur in den Fällen des § 165 Abs. 1 S. 2 AO möglich. Hieraus folgt, dass beim Grundfall der Vorläufigkeit (§ 165 Abs. 1 S. 1 AO – Ungewissheit über einen Lebenssachverhalt) die Finanzbehörde die Vorläufigkeit spätestens bei Beendigung der Ungewissheit auch aufheben soll. Jedoch enthält § 165 Abs. 2 S. 3 AO eine Vereinfachungsregelung für alle übrigen Fälle. Hier ist die Vorläufigkeit nur auf Antrag des Steuerpflichtigen aufzuheben und der Bescheid als endgültig zu erklären. Auch hier tritt gem. § 171 Abs. 8 AO spätestens mit Ablauf der einjährigen Frist beim Steuerpflichtigen hinsichtlich der Vorläufigkeit Verjährung ein. Einer besonderen Aufhebung bedarf es insofern nicht.
Die Vorläufigkeit erfasst Fälle, in denen für die Finanzbehörde eine subjektive Ungewissheit besteht. Zu beachten ist zudem, dass die Ungewissheit von vorübergehender Natur sein muss, d. h. soweit abzusehen ist, dass diese auf Dauer besteht hat die Finanzbehörde von der Möglichkeit der Schätzung nach § 162 AO Gebrauch zu machen. Weiterhin entbindet eine vorläufige Steuerfestsetzung die Finanzbehörde nicht von ihren Untersuchungs- und Aufklärungspflichten (§ 85, § 86, § 88 AO). Zudem hat der Bundesfinanzhof klargestellt, dass die Vorläufigkeit nicht der Verwaltungsbequemlichkeit dienen darf.
Soweit die Finanzbehörde eine Steuerfestsetzung vorläufig durchführt, obwohl die Voraussetzungen hierfür nicht vorlagen, kann der Steuerbescheid auch dann nicht mehr geändert werden, wenn sich die Änderung zugunsten des Steuerpflichtigen auswirkt und dieser die Änderung mittels Antrag begehrt.

## Unterschied zum Vorbehalt der Nachprüfung
Die Steuerfestsetzung unter dem Vorbehalt der Nachprüfung hält den gesamten Steuerfall offen und unterscheidet sich von der vorläufigen Steuerfestsetzung insofern, als diese nur einzelne strittige Punkte im Veranlagungsverfahren offen hält. Kraft ausdrücklicher gesetzlicher Ermächtigung in § 165 Abs. 3 AO kann eine Steuerfestsetzung sowohl vorläufig als auch unter dem Vorbehalt der Nachprüfung ergehen, da beide unterschiedliche gesetzliche Voraussetzungen haben und verschiedene Ziele verfolgen. Beide Vorschriften sind gegenüber der jeweils anderen selbständig. Während der Vorbehalt der Nachprüfung jedoch gemäß § 164 Abs. 4 AO verjährt und der Bescheid gemäß § 164 AO nicht mehr geändert werden kann, unterliegt eine vorläufige Steuerfestsetzung der Ablaufhemmung.
Zu beachten ist auch, dass ein Vorbehalt der Nachprüfung gesetzlich nicht zulässig ist, soweit die Finanzbehörde den Steuerfall bereits abschließend geprüft hat. Jedoch kann es erforderlich sein, aus tatsächlichen Gründen den Bescheid insoweit offen zu halten, als die Entstehung des Steueranspruchs strittig ist. Diese Möglichkeit wird erst über § 165 AO eröffnet.